# Campeonato Europeo Femenino Sub-19 de la UEFA 2024
El Campeonato Europeo Femenino Sub-19 de la UEFA 2024 fue la vigésimo quinta edición si contamos la era sub-18 y sub-19 que se celebra de este torneo. La fase final se realizó en Lituania desde el 14 al 27 de julio de 2024.

## Clasificación
El Comité Ejecutivo de la UEFA aprobó el 18 de junio de 2020 un nuevo formato de clasificación para el Campeonato Femenino Sub-17 y Sub-19 a partir de 2022. La competición de clasificación se jugará en dos rondas, con equipos divididos en dos ligas, con ascenso y descenso entre ligas después de cada ronda similar a la Liga de las Naciones de la UEFA.
Un total récord de 52 (de 55) naciones de la UEFA participarán en la competición de clasificación, y la anfitriona Bélgica también compite a pesar de que ya se clasificó automáticamente, y siete equipos se clasificarán para el torneo final al final de la ronda 2 para unirse a los anfitriones. El sorteo de la ronda 1 se llevó a cabo el 16 de junio de 2023 a las 15:00 CET (UTC+1), en la sede de la UEFA en Nyon, Suiza.  

## Equipos clasificados
Los siguientes equipos se clasificaron para el torneo final.
| Equipo       | Manera de clasificar | Participaciones | Última participación  | Mejor participación                    |
| ------------ | -------------------- | --------------- | --------------------- | -------------------------------------- |
| Lituania     | Anfitrionas          | 1º              | ―                     | Debut                                  |
| España       | Ganador Grupo A1     | 17º             | 2023 (Campeón)        | Campeón (2004, 2017, 2018, 2022, 2023) |
| Irlanda      | Ganador Grupo A2     | 2º              | 2014 (Semifinal)      | Semifinal (2014)                       |
| Inglaterra   | Ganador Grupo A3     | 15º             | 2022 (fase de grupos) | Campeón (2009)                         |
| Francia      | Ganador Grupo A4     | 18º             | 2023 (Semifinal)      | Campeón (2003, 2010, 2013, 2016, 2019) |
| Serbia       | Ganador Grupo A5     | 2º              | 2012 (fase de grupos) | Fase de grupos (2012)                  |
| Países Bajos | Ganador Grupo A6     | 11º             | 2023 (Semifinal)      | Campeón (2014)                         |
| Alemania     | Ganador Grupo A7     | 19º             | 2023 (Finalista)      | Campeón (2002, 2006, 2007, 2011)       |

## Sedes
| Jonava Kaunas Marijampolė |                           |                                |                 |
| Jonava Kaunas Marijampolė | Jonava                    | Kaunas                         | Marijampolė     |
| ------------------------- | ------------------------- | ------------------------------ | --------------- |
| Jonava Kaunas Marijampolė | Estadio Central de Jonava | Estadio S. Darius y S. Girėnas | Estadio Sūduva  |
| Jonava Kaunas Marijampolė | Capacidad: 2040           | Capacidad: 15 315              | Capacidad: 6523 |
| Jonava Kaunas Marijampolė |                           |                                |                 |

## Sorteo
En el sorteo se celebró en el estadio Žalgiris Arena de Kaunas, Lituania a partir de las 18:00 HEC (19:00 hora local) del martes 30 de abril.

## Fase de grupos
Participarán 8 equipos, los mejores 2 de cada grupo avanzarán a semifinales.

### Grupo A
| Equipo     | Pts | PJ | PG | PE | PP | GF | GC | Dif |
| ---------- | --- | -- | -- | -- | -- | -- | -- | --- |
| Inglaterra | 7   | 3  | 2  | 1  | 0  | 12 | 1  | +11 |
| Francia    | 6   | 3  | 2  | 0  | 1  | 9  | 2  | +7  |
| Serbia     | 4   | 3  | 1  | 1  | 1  | 6  | 5  | +1  |
| Lituania   | 0   | 3  | 0  | 0  | 3  | 1  | 20 | -19 |

| 14 de julio de 2024 | Francia                                                | 3:1 (0:1) | Serbia             | Estadio Central de Jonava, Jonava, Lituania |                        |
| 13:00 (CEST)        | - Robillard 66' - Rossi 83' - Milovanović 90+2' (a.g.) | Reporte   | 34' (pen.) Matejić | Árbitra: Olivia Tschon                      | Árbitra: Olivia Tschon |

| 14 de julio de 2024 | Lituania | 0:10 (0:5) | Inglaterra                                                                                         | Estadio Darius y Girėnas, Kaunas, Lituania |                         |
| 16:00 (CEST)        |          | Reporte    | - 5', 39', 46' Pritchard - 12' Watson - 14', 24', 55' Agyemang - 57' Lia - 68' Potter - 90+3' Earl | Árbitra: Emanuela Rusta                    | Árbitra: Emanuela Rusta |

| 17 de julio de 2024 | Serbia        | 1:1 (0:0) | Inglaterra           | Estadio Sūduva, Marijampolė, Lituania |                        |
| 13:00 (CEST)        | - Matejić 68' | Reporte   | - 90' (pen.) Enderby | Árbitra: Minka Vekkeli                | Árbitra: Minka Vekkeli |

| 17 de julio de 2024 | Lituania | 0:6 (0:4) | Francia                                                                      | Estadio Darius y Girėnas, Kaunas, Lituania |                      |
| 17:00 (CEST)        |          | Reporte   | - 19', 30', 40' Robillard - 45' Coutel - 64' Bilombi - 90' (pen.) Ben Khaled | Árbitra: Réka Molnar                       | Árbitra: Réka Molnar |

| 20 de julio de 2024 | Serbia                                 | 4:1 (2:1) | Lituania        | Estadio Darius y Girėnas, Kaunas, Lituania |                               |
| 17:00 (CEST)        | - Matejić 4', 33', 90+7' - Babić 90+4' | Reporte   | - 14' Jasaityte | Árbitra: Anastasía Mylopoúloú              | Árbitra: Anastasía Mylopoúloú |

| 20 de julio de 2024 | Inglaterra      | 1:0 (0:0) | Francia | Estadio Central de Jonava, Jonava, Lituania |                            |
| 17:00 (CEST)        | - Pritchard 78' | Reporte   |         | Árbitra: Caroline Lanssens                  | Árbitra: Caroline Lanssens |

### Grupo B
| Equipo       | Pts | PJ | PG | PE | PP | GF | GC | Dif. |
| ------------ | --- | -- | -- | -- | -- | -- | -- | ---- |
| Países Bajos | 7   | 3  | 2  | 1  | 0  | 4  | 1  | +3   |
| España       | 4   | 3  | 1  | 1  | 1  | 2  | 1  | +1   |
| Alemania     | 4   | 3  | 1  | 1  | 1  | 3  | 4  | -1   |
| Irlanda      | 1   | 3  | 0  | 1  | 2  | 1  | 4  | -3   |

| 15 de julio de 2024 | España | 0:0     | Irlanda | Estadio Sūduva, Marijampolė, Lituania |                           |
| 13:00 (CEST)        |        | Reporte |         | Árbitra: Michalina Diakow             | Árbitra: Michalina Diakow |

| 15 de julio de 2024 | Países Bajos   | 1:1 (0:0) | Alemania     | Estadio Central de Jonava, Jonava, Lituania |                            |
| 17:00 (CEST)        | - Huizenga 90' | Reporte   | - 75' Krüger | Árbitra: Silvia Gasperotti                  | Árbitra: Silvia Gasperotti |

| 18 de julio de 2024 | Irlanda       | 1:2 (1:0) | Alemania                      | Estadio Central de Jonava, Jonava, Lituania |                               |
| 13:00 (CEST)        | - O'Leary 32' | Reporte   | - 71' Schetter - 77' Portella | Árbitra: Anastasia Mylopoulou               | Árbitra: Anastasia Mylopoulou |

| 18 de julio de 2024 | Países Bajos    | 1:0 (0:0) | España | Estadio Sūduva, Marijampolė, Lituania |                            |
| 17:00 (CEST)        | - Keukelaar 87' | Reporte   |        | Árbitra: Caroline Lanssens            | Árbitra: Caroline Lanssens |

| 21 de julio de 2024 | Irlanda | 0:2 (0:1) | Países Bajos                 | Estadio Sūduva, Marijampolė, Lituania |                        |
| 13:00 (CEST)        |         | Reporte   | - 18' Woons - 61' Van Koppen | Árbitra: Olivia Tschon                | Árbitra: Olivia Tschon |

| 21 de julio de 2024 | Alemania | 0:2 (0:1) | España                          | Estadio Central de Jonava, Jonava, Lituania |                      |
| 13:00 (CEST)        |          | Reporte   | - 14' Bejarano - 86' Comendador | Árbitra: Réka Molnár                        | Árbitra: Réka Molnár |

## Fase final
|  | Semifinales  | Semifinales  |               |   | Final | Final |
|  |              |              |               |   |       |       |
|  |              |              |               |   |       |       |
|  |              |              |               |   |       |       |
|  | Inglaterra   | 1            |               |   |       |       |
|  | Inglaterra   | 1            |               |   |       |       |
|  | España       | 3            |               |   |       |       |
|  | España       | 3            | España (t.s.) | 2 |       |       |
|  |              |              | España (t.s.) | 2 |       |       |
|  |              | Países Bajos | 1             |   |       |       |
|  | Países Bajos | Países Bajos | 1             | 2 |       |       |
|  | Países Bajos |              |               | 2 |       |       |
|  | Francia      | 0            |               |   |       |       |
|  | Francia      | 0            |               |   |       |       |

### Semifinales
| 24 de julio de 2024 | Inglaterra    | 1:3 (0:2) | España                             | Estadio Sūduva, Marijampolė, Lituania |                           |
| 13:00 (CEST)        | - Enderby 47' | Reporte   | - 25' Agote - 45' Pau - 69' Arques | Árbitra: Michalina Diakow             | Árbitra: Michalina Diakow |

| 24 de julio de 2024 | Países Bajos              | 2:0 (2:0) | Francia | Estadio Darius y Girėnas, Kaunas, Lituania |                         |
| 17:00 (CEST)        | - Woons 19' - Tolhoek 42' | Reporte   |         | Árbitra: Emanuela Rusta                    | Árbitra: Emanuela Rusta |

### Final
| 27 de julio de 2024 | España                       | 2:1 (1:1, 1:0) (t. s.) | Países Bajos  | Estadio S. Darius y S. Girėnas, Kaunas, Lituania |                            |
| 17:00 (CEST)        | - Marisa 6' - Eguiguren 118' | Reporte                | - 59' Tolhoek | Árbitra: Silvia Gasperotti                       | Árbitra: Silvia Gasperotti |

|                           |
| Bandera de España         |
| Campeón España 6.º título |